# Кинески Тајпеј на Светском првенству у атлетици у дворани 2014.
Кинески Тајпеј је учествовао на Светском првенству у атлетици у дворани 2014. одржаном у Сопоту од 7. до 9. марта. У свом четрнаестом учествовању репрезентацију Кинеског Тајпеја представљала је једна атлетичарка која се такмичила у бацању кугле.,
На овом првенству Кинески Тајпеј није освојио ниједну медаљу. Није било нових националних, личних и рекорда сезоне.

## Учесници
Жене:
- Lin Chia-ying — Бацање кугле

## Резултати

### Жене
| Атлетичарка   | Дисциплина   | Лични рекорд | Полуфинале | Полуфинале | Финале                | Финале  | Детаљи |
| Атлетичарка   | Дисциплина   | Лични рекорд | Резултат   | Место      | Резултат              | Место   | Детаљи |
| ------------- | ------------ | ------------ | ---------- | ---------- | --------------------- | ------- | ------ |
| Lin Chia-ying | Бацање кугле | 16,52 НР     | 16,31      | 19         | Није се квалификовала | 19 / 19 |        |